# خافيير رودريغيز (لاعب كرة سلة)
خافيير رودريغيز (بالإسبانية: Javi Rodríguez Pérez)‏ (و. 1979  م) هو لاعب كرة سلة إسباني، ولد في بورينيو، شارك في ألعاب البحر الأبيض المتوسط 2001، مركز لعبه هو هجوم خلفي.

## روابط خارجية
- خافيير رودريغيز على موقع الاتحاد الدولي لكرة السلة (الإنجليزية)
- خافيير رودريغيز على موقع الدوري الإسباني لكرة السلة (الإسبانية)
- خافيير رودريغيز على موقع كرة السلة الأوروبية.كوم (الإنجليزية)
- خافيير رودريغيز على موقع كلية كرة السلة في سبورتس رفرنس.كوم (الإنجليزية)
- خافيير رودريغيز على موقع ريلجم (الإنجليزية)
- خافيير رودريغيز على موقع سبورتس رفرنس (الإنجليزية)